# Francisco-Javier Lozano Sebastián
Francisco-Javier Lozano Sebastián (n. 28 noiembrie 1943, Villaverde de Íscar⁠(d), Castilia și León, Spania) este un arhiepiscop catolic, fost nunțiu apostolic în România și Republica Moldova din 10 decembrie 2007 până în 20 iulie 2015.
Din 4 august 2003 și până în 2007 a fost nunțiu apostolic în Croația.

## Publicații
- Divorcio y nuevo matrimonio, Editorial Verbo Divino, Estella (Navarra) 1971.
- San Isidoro de Sevilla. Teología del pecado y la conversión. Burgos [Facultad Teológica del Norte de España] 1976.
- La penitencia canónica en la España romano visigoda, Burgos [Facultad Teológica del Norte de España] 1980.
- San Isidoro y la filosofía clásica, Isidoriana Editorial, León, 1982.
- María en el misterio de Cristo y de la Iglesia, Guatemala 1983.